# Liga najgłupszych dżentelmenów ratuje świat
Liga najgłupszych dżentelmenów ratuje świat (hiszp. Mortadelo y Filemón. Misión: Salvar la Tierra) – hiszpańska komedia z 2008 roku w reżyserii Miguela Bardema. Zdjęcia kręcono w Guadalajarze oraz w regionie Madrytu (Estremera). Kontynuacja filmu Liga najgłupszych dżentelmenów (2003).

## Opis fabuły
Światu grozi poważne niebezpieczeństwo, którego nikt nawet nie potrafi sobie wyobrazić. Grupa złoczyńców postanowiła zniszczyć resztki rezerw wody na ziemi. Najlepsi tajni agenci spotykali się na naradzie, ale mimo usilnych starań nie udało im się znaleźć rozwiązania, gdyż największy ze złoczyńców, Botijola, postanowił się ich pozbyć.

## Obsada
- Edu Soto jako Mortadelo
- Pepe Viyuela jako Filemón Pi
- Mariano Venancio jako Súper
- Janfri Topera jako Profesor Bacterio
- Berta Ojea jako Ofelia
- Emilio Gavira jako Rompetechos
- Carlos Santos jako Botijola

i inni